# Walter Dornberger
Walter Robert Dornberger (Gießen, 6 de septiembre de 1895 - Obersasbach, Alemania, 27 de junio de 1980) fue un oficial del ejército alemán cuya carrera se desarrolló entre la Primera Guerra Mundial, la Segunda Guerra Mundial y la Guerra Fría. Durante los años 1930 y los años 1940 dirigió el programa de cohetes y misiles que culminaron en el V2. Tras la guerra fue llevado a Estados Unidos en la Operación Paperclip, en donde se unió a las fuerzas armadas de ese país y al Complejo Militar-Industrial del mismo.

## Historia

### Primeros años
Dornberger nació en Gießen y se enroló en un regimiento de artillería justo después de iniciada la Primera Guerra Mundial en 1914. Un mes antes del armisticio fue capturado por los franceses, siendo repatriado a Alemania en 1920, donde regresó al Ejército.

### Posguerra de la Primera Guerra Mundial
Entre 1926 y 1931 fue destacado en la Universidad Técnica de Charlottenburgo (Berlín), donde estudió Física. El 30 de diciembre de 1930 se graduó como ingeniero académico (Dipl.- Ing.).

### Encuentro con Von Braun
En 1932 Dornberger fue contactado por el grupo amateur de cohetería Verein für Raumschiffahrt (VfR) ("Sociedad del Vuelo Espacial"), quienes buscaban financiamiento. El ejército alemán estaba interesado en desarrollar armas de cohetes, ya que no estaban específicamente restringidas por el Tratado de Versalles, así que Dornberger accedió a demostrar un lanzamiento de cohete de combustible líquido, pero falló y el artefacto explotó en la rampa de lanzamiento. A pesar de eso, Dornberger quedó impresionado por el grupo y el que había hecho de contacto, Wernher von Braun, y les ofreció un trabajo en armas de cohetes secretas para el ejército alemán. El grupo declinó la oferta, pero von Braun accedió a trabajar con Dornberger.

### Vuelo de la primera V2
Dornberger y von Braun trabajaron conjuntamente en una serie de cohetes en la base de artillería de Kummersdorf. En 1937 esta instalación se había vuelto pequeña para las labores que se desarrollaban allí, por lo que Dornberger solicitó y obtuvo un sitio más grande, el cual era parte de la estación de investigación de Peenemünde. Allí, el programa de misiles balísticos culminó con el vuelo de una V2 en marzo de 1942.

### Director del Programa de Misiles antiaéreos de la Alemania nazi
Dornberger permaneció a la cabeza del programa V2 hasta agosto de 1944, cuando quedó directamente a cargo de las SS, y Heinrich Himmler lo reemplazó por Hans Kammler. Dornberger se resintió con la autoridad de Kammler, al cual no consideraba capacitado para dirigir el proyecto. Afecto al pliego de Dornberger, Albert Speer le transfirió a las defensas antiaéreas el 12 de enero de 1945, nombrándole "Presidente del Arbeitstab" (Personal de Trabajo).

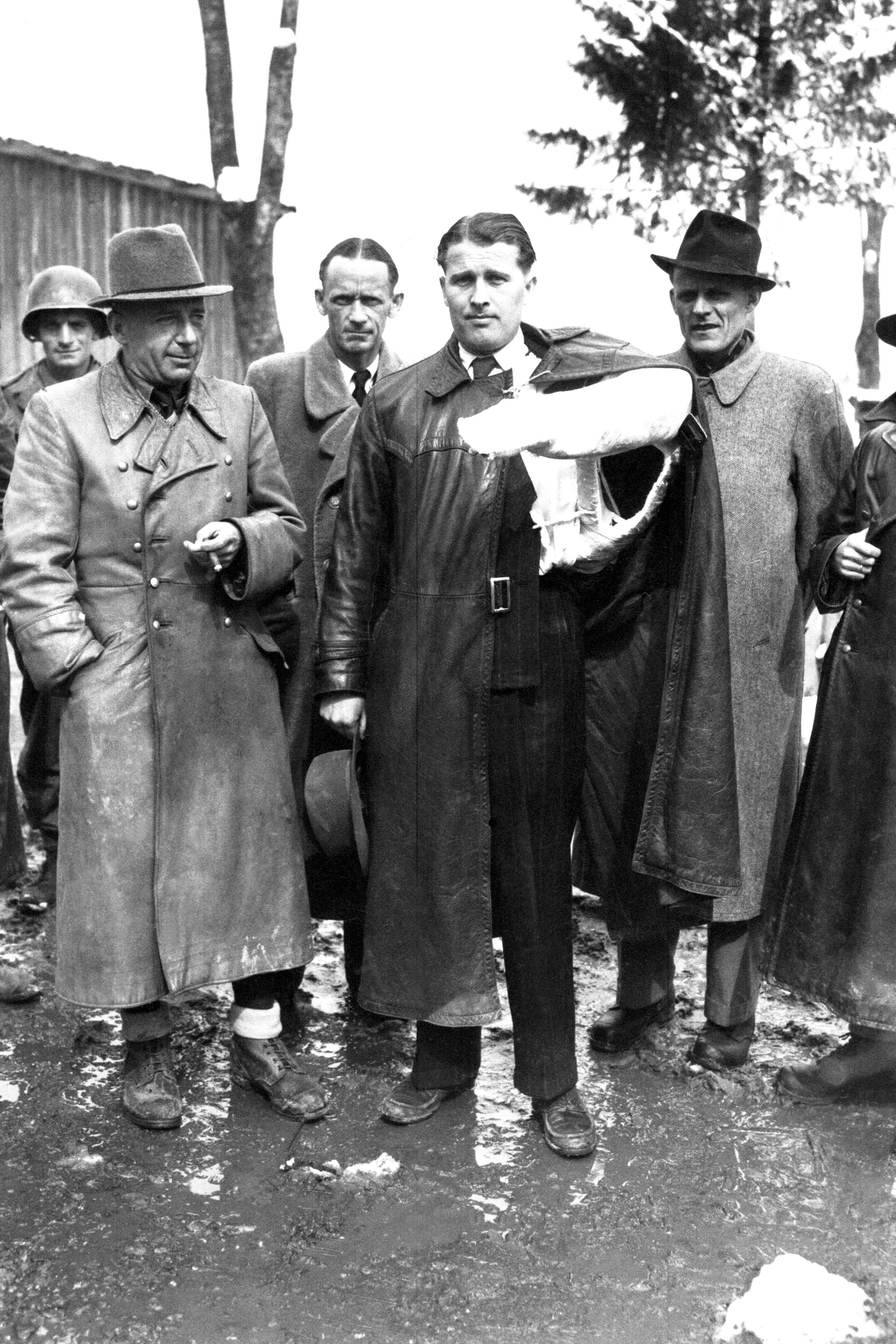
Dornberger (a la izquierda con sombrero) junto a von Braun, después de rendirse a los Aliados en Austria, mayo de 1945.

Trabajando ahora para la Luftwaffe, el equipo de Dornberger adaptó la tecnología de la V-2 al SAM Wasserfall, pero este proyecto fue saboteado por Kammler (con el apoyo de Hermann Göring), quien transfirió a los técnicos de Dornberger a la V2 en febrero de 1945. El 6 de febrero de 1945, Kammler, apoyado por el Reichsmarschall Hermann Göring, logró que le encargaran todos los proyectos de misiles antiaéreos guiados por radar o no guiados, para ser usados contra blancos de superficie.

### Posguerra de la Segunda Guerra Mundial
Con la guerra llegando a sus etapas finales, Dornberger y von Braun dirigen la evacuación de su equipo de Peenemünde. Entre los que iban estaba Krafft Arnold Ehricke, experto en motores de cohetes.
Se rindieron al Ejército de Estados Unidos en Reutte (Alemania) el 2 de mayo de 1945. Fue encarcelado en el Reino Unido por dos años. El 9 de enero de 1946 fue transferido desde Island Farm Special Camp 11 al campo especial 1.
Ingresó en el Campo Especial 1 de Prisioneros en Held, donde tuvo el número B33410 como única identificación. Era el prisionero más conflictivo de este campo, y muchos de los generales que estaban presos con él no le dirigían la palabra. Durante los interrogatorios mantuvo su versión de que jamás había intentado que la V-2 fuera dirigida contra blancos civiles, y que eso pasó sólo cuando las SS tomaron el control sobre el proyecto. Por esta razón no fue sometido a juicio como criminal de guerra y fue liberado. 

### Fuerza aérea de los Estados Unidos y Bell Aircraft Co.
Poco después de su liberación, fue llevado a Estados Unidos a través de la Operación Paperclip, donde trabajó durante tres años para la USAF en misiles guiados. Desde 1950 a 1965 fue parte del personal de Bell Aircraft Corporation y consultor principal en el proyecto X-20 Dyna-Soar. Este avión fue la base para el Transbordador Espacial de Estados Unidos. En Bell Aerospace, desarrolló el hardware para el proyecto BOMI, un bombardero espacial movido por cohetes.
Se publicó en 1951 un relato acabado de Dornberger del proyecto V2 con el título V2 - Der Schuss ins Weltall (V2 fue el primero publicado por un participante).

### Muerte
Después de su retiro, Dornberger regresó a Alemania, donde murió en 1980 en Obersasbach, Baden-Wurtemberg.